# الا موریس
الا موریس (انگلیسی: Ella Morris؛ زادهٔ ۲۳ سپتامبر ۲۰۰۲) بازیکن فوتبال اهل انگلستان است که در پست مدافع برای باشگاه ساوتهمپتون در لیگ قهرمانی زنان انگلستان بازی می‌کند.
وی همچنین در تیم‌های ملی فوتبال زیر ۱۷ سال زنان انگلستان,  زیر ۱۹ سال زنان انگلستان، و  زیر ۲۳ سال زنان انگلستان بازی کرده است.